# Akodontini
Akodontini es la segunda tribu más numerosa de la subfamilia Sigmodontinae. Incluye al menos 92 especies vivientes en 19 géneros distribuidos en la mitad sur de América del Sur, con sólo dos géneros extendidos en Guyana (Podoxymys) y Venezuela (Necromys). Incluye a géneros anteriormente incluidos en Scapteromyini.
Son los siguientes:
- Abrothrix
- Akodon
- Bibimys
- Blarinomys
- Brucepattersonius
- Chelemys
- Deltamys
- Juscelinomys
- Kunsia
- Lenoxus
- Necromys - a veces referido como Bolomys
- Oxymycterus
- Podoxymys
- Scapteromys
- Thalpomys
- Thaptomys

Chalcomys, Hypsimys, y Microxus han sido sinónimos del genus Akodon, y Chroeomys ha sido colocado dentro de Abrothrix.
Las especies del género Abrothrix, Chelemys, Geoxus, Notiomys, y Pearsonomys solían incluirse en Akodontini y ahora son reconocidas en la tribu Abrotrichini